# 和佐駅

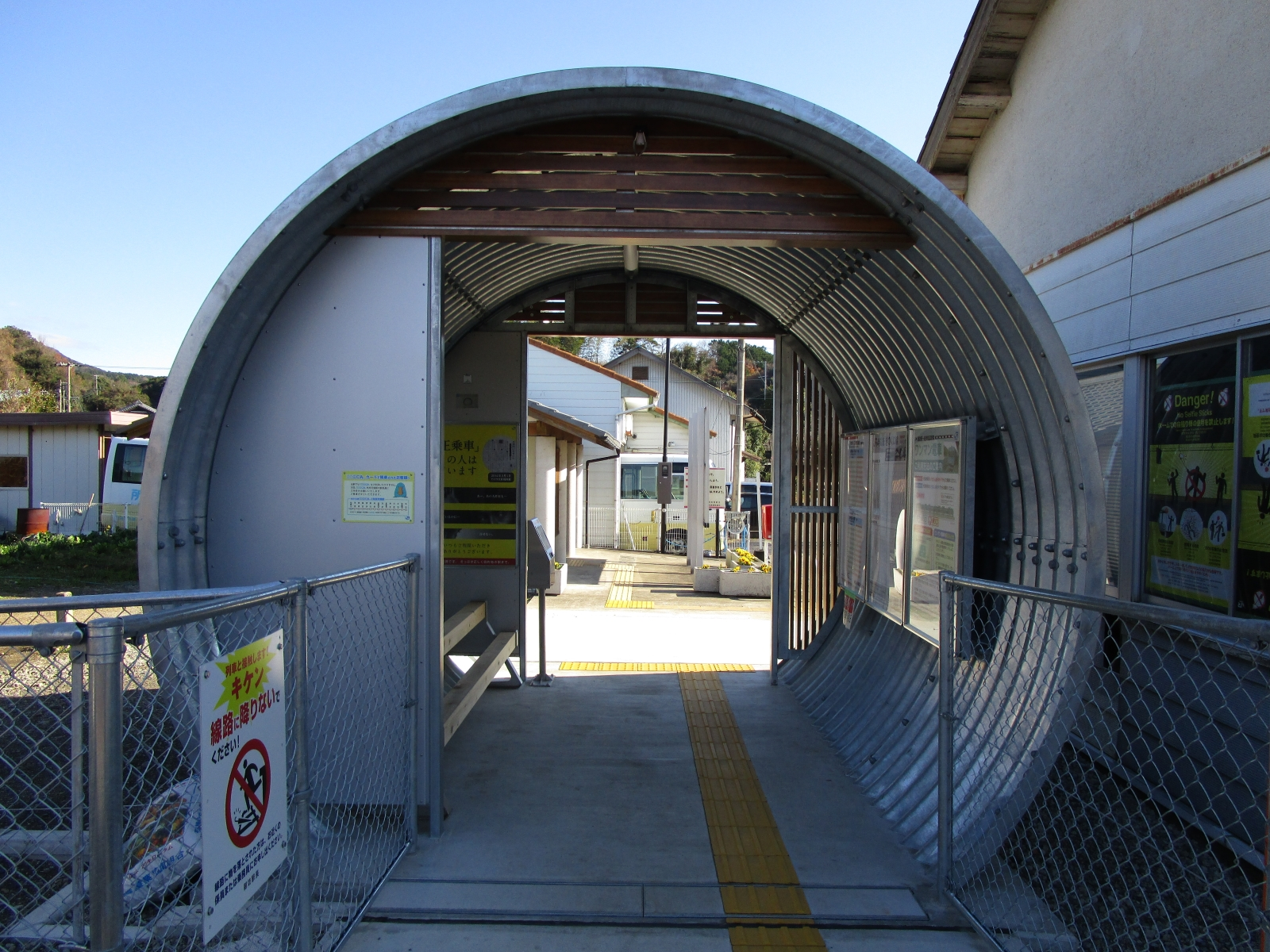
反対側から。駅舎を出て左の建物がトイレ（2016年12月）

和佐駅（わさえき）は、和歌山県日高郡日高川町大字和佐にある、西日本旅客鉄道（JR西日本）紀勢本線（きのくに線）の駅である。

## 歴史
- 1930年（昭和5年）12月14日：国鉄紀勢西線の駅として開業する[1][2]。
- 1959年（昭和34年）7月15日：現在の紀勢本線が全通、紀勢本線所属となる[1]。
- 1971年（昭和36年）10月1日：貨物の取り扱いを廃止[2]。
- 1985年（昭和60年）3月14日：荷物扱い廃止[2]。無人化[3]。
- 1987年（昭和62年）4月1日：国鉄分割民営化に伴い、西日本旅客鉄道（JR西日本）の駅となる[1][2]。
- 2016年（平成28年）10月1日：新駅舎使用開始[4]。
- 2020年（令和2年）3月14日：ICカード「ICOCA」が利用可能となる[5]。

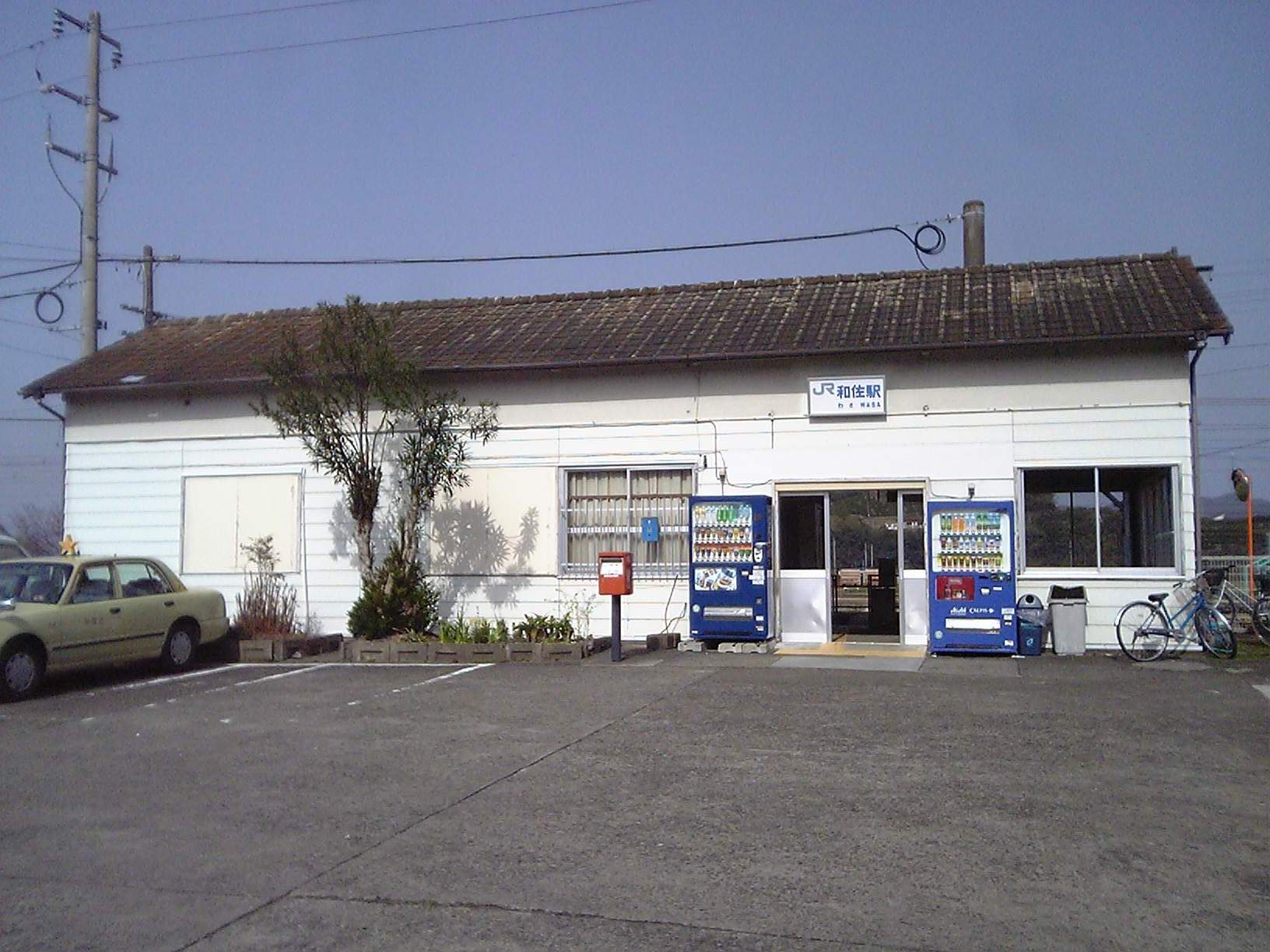
旧駅舎（2010年3月）

## 駅構造
単式ホーム1面1線と島式ホーム1面2線、計2面3線のホームを有する地上駅で、単式（1番のりば）側に駅本屋がある。島式の2・3番のりばへは跨線橋で連絡している。コルゲートパイプを使用した簡易な駅舎があるが、紀伊田辺駅管理の無人駅であり、自動券売機は設置されていない。ICOCAのチャージもできない。2016年9月までは木造の駅舎が使用されていたが、新駅舎使用開始に伴い閉鎖された。
2016年10月供用開始の駅舎は、同年7月下旬に着工して2か月半ほどの短工期で完成させた、コルゲートパイプを利用した簡素なもので、設計・施工ともジェイアール西日本ビルト和歌山支店が担当した。直径3.5メートル、長さ3.7メートルのパイプの一部を地面に埋めて固定した構造で、10平方メートル以下の面積であり、建築確認申請が省略されている。トイレは駅舎横にある。

### のりば
| のりば | 路線       | 行先               | 備考                    |
| ------ | ---------- | ------------------ | ----------------------- |
| 1      | きのくに線 | 紀伊田辺・新宮方面 | 一部2番のりば           |
| 2・3   | きのくに線 | 和歌山・天王寺方面 | 2番のりばは待避列車のみ |

上表の路線名は旅客案内上の名称（愛称）で表記している。上り本線は1番のりば、下り本線は3番のりばであり、通常の発着にはこれらのホームが使われる。2番のりばは上下線共通の待避線（中線）となっている。2015年3月14日現在のダイヤでは和歌山方面行きのみ特急待避が設定されている。紀伊田辺方面は線路保守目的で一部の列車が停車するのみである。
かわべ天文公園の開園にあわせ、1995年4月20日から1999年5月のダイヤ改正までは午前中にこの駅で折り返す列車が設定されていた。新大阪発の快速列車で御坊駅からの臨時延長扱いであった。

## 利用状況
近年の1日平均乗車人員は以下の通り。
| 年度   | 1日平均 乗車人員 |
| ------ | ---------------- |
| 1998年 | 78               |
| 1999年 | 75               |
| 2000年 | 73               |
| 2001年 | 62               |
| 2002年 | 57               |
| 2003年 | 69               |
| 2004年 | 82               |
| 2005年 | 83               |
| 2006年 | 84               |
| 2007年 | 84               |
| 2008年 | 85               |
| 2009年 | 73               |
| 2010年 | 76               |
| 2011年 | 74               |
| 2012年 | 75               |
| 2013年 | 79               |
| 2014年 | 78               |
| 2015年 | 75               |
| 2016年 | 77               |
| 2017年 | 71               |
| 2018年 | 77               |
| 2019年 | 72               |
| 2020年 | 60               |
| 2021年 | 65               |
| 2022年 | 64               |

## 駅周辺
- 和歌山南陵高等学校
- 日高川町立丹生中学校
- 日高川町立川辺東小学校
- 丹生郵便局
- かわべ天文公園
- かわべテニス公園
- 日高川
- 日高川町乗合タクシー「和佐駅」停留所 - 土生・山野線

## 隣の駅
西日本旅客鉄道（JR西日本）
 きのくに線（紀勢本線）
■快速・■普通
稲原駅 - 和佐駅 - 道成寺駅